# Bezirk Gorlice
Bezirk Gorlice – dawny powiat (Bezirk) kraju koronnego Królestwo Galicji i Lodomerii, funkcjonujący w latach 1854–1867. Siedzibą starostwa było miasto Gorlice.

## Historia
Bezirk Gorlice utworzono w ramach reformy uwłaszczeniowej z okresu Wiosny Ludów (1848–1849), która likwidowała jurysdykcję właściciela ziemskiego nad poddanymi. W Galicji, dominium – jako podstawowa jednostka administracyjna i filar systemu feudalnego straciło rację bytu. Konieczne stało się zatem wprowadzenie nowego systemu administracyjnego, którego zręby powstały w latach 1851–1855. Nowy trójstopniowy podział administracyjny objął 21 cyrkułów (niem. Kreise), 179 małych powiatów (niem. Bezirke) i ponad 6000 gmin (niem. Gemeinde). 
Bezirk Gorlice objął obszar o wielkości 7,7 mil², zamieszkany był przez 35.082 ludzi i podzielony na 61 gmin katastralnych, w tym jedno miasto (Gorlice) i jedno miasteczko (Uście Ruskie). Wszedł w skład cyrkułu jasielskiego, jako jeden z jego dziewięciu powiatów. Był to największy powiat cyrkułu jasielskiego, zarówno pod względem powierzchni jak i ludnościowym. na obszarze Bezirku Gorlice znajdowała się eksklawa należąca do Bezirk Biecz (gmina Bieśnik). Na południu powiat graniczył z Zalitawią. 1 maja 1860 zniesiono cyrkuł jasielski, przez co Bezirk Gorlice włączono do cyrkułu sądeckiego.
Po nadaniu Galicji autonomii oraz powołaniu samorządu gminnego i powiatowego w 1865 zlikwidowano cyrkuły (Kreise). Dotychczasowe małe powiaty (Bezirke) w liczbie 179, utrzymały się do 1867 roku, kiedy to w następstwie kolejnej reformy administracyjnej (23 stycznia 1867) zostały zastąpione przez 74 większe powiaty. Obszar zniesionego Bezirk Gorlice wszedł wtedy w całości w skład nowego powiatu gorlickiego. 19 czerwca 1867 i 1 sierpnia 1878 częściowo zmieniono jego granice na korzyść powiatu grybowskiego. Powiat grybowski zniesiono 1 kwietnia 1932, a gminy Berdechów ad Bugaj, Polna i Wyskitna włączono do powiatu gorlickiego.

## Podział administracyjny (1854)
| Lp. | Gmina jednostkowa                       | Powierzchnia | Ludność | Powiat w 1867 po zniesieniu |
| --- | --------------------------------------- | ------------ | ------- | --------------------------- |
| 1   | Gorlice (M)                             | 765          | 3786    | gorlicki                    |
| 2   | Rychwałd                                | 2991         | 775     | gorlicki                    |
| 3   | Ropica Polska                           | 925          | 840     | gorlicki                    |
| 4   | Ropica Ruska                            | 1074         | 532     | gorlicki                    |
| 5   | Bystra                                  | 2135         | 948     | gorlicki                    |
| 6   | Glinik Mariampolski                     | 744          | 537     | gorlicki                    |
| 7   | Stróżówka                               | 803          | 572     | gorlicki                    |
| 8   | Kobylanka                               | 1540         | 1087    | gorlicki                    |
| 9   | Bodaki                                  | 250          | [ 10 ]  | gorlicki                    |
| 10  | Dominikowice                            | 1504         | 922     | gorlicki                    |
| 11  | Gładyszów                               | 2140         | 616     | gorlicki                    |
| 12  | Klęczany                                | 483          | 294     | gorlicki                    |
| 13  | Ług                                     | 949          | 336     | gorlicki                    |
| 14  | Męcina Wielka i Mała                    | 1871         | 667     | gorlicki                    |
| 15  | Pstrążne                                | 607          | 186     | gorlicki                    |
| 16  | Wirchne                                 | 518          | 139     | gorlicki                    |
| 17  | Zdynia                                  | 2438         | 756     | gorlicki                    |
| 18  | Konieczna z Regietowem Niżnym           | 2501         | 798     | gorlicki                    |
| 19  | Klimkówka                               | 1474         | 497     | gorlicki                    |
| 20  | Kunkowa                                 | 813          | 305     | gorlicki                    |
| 21  | Leszczyny                               | 916          | 357     | gorlicki                    |
| 22  | Ropa                                    | 3450         | 1997    | gorlicki                    |
| 23  | Regietów Wyżny                          | 1455         | 575     | gorlicki                    |
| 24  | Skwirtne                                | 1221         | 422     | gorlicki                    |
| 25  | Łosie                                   | 1984         | 806     | gorlicki                    |
| 26  | Sękowa i Siary                          | 1695         | 1419    | gorlicki                    |
| 27  | Sokół                                   | 598          | 335     | gorlicki                    |
| 28  | Szymbark ze Szklarką i Dolinami         | 3990         | 1774    | gorlicki                    |
| 29  | Uście Ruskie (m)                        | 3705         | 767     | gorlicki                    |
| 30  | Kwiatoń                                 | 1010         | 297     | gorlicki                    |
| 31  | Przysłóp                                | 647          | 207     | gorlicki                    |
| 32  | Smerekowiec                             | 2735         | 893     | gorlicki                    |
| 33  | Wysowa                                  | 2745         | 809     | gorlicki                    |
| 34  | Blechnarka                              | 1098         | 489     | gorlicki                    |
| 35  | Hańczowa                                | 2950         | 785     | gorlicki                    |
| 36  | Ropki                                   | 1197         | 339     | gorlicki                    |
| 37  | Pętna                                   | 2004         | 651     | gorlicki                    |
| 38  | Wapienne                                | 1142         | 340     | gorlicki                    |
| 39  | Bielanka                                | 1526         | 338     | gorlicki                    |
| 40  | Łużna                                   | 3315         | 1893    | gorlicki                    |
| 41  | Szalowa                                 | 1932         | 923     | gorlicki                    |
| 42  | Wola Łużańska                           | 991          | 558     | gorlicki                    |
| 43  | Zagórzany                               | 2126         | 1205    | gorlicki                    |
| 44  | Polna z Wyskitną, Berdechowem i Bugajem | 1659         | 738     | gorlicki                    |
| 45  | Przegonina                              | 1150         | 318     | gorlicki                    |
| 46  | Nowica                                  | 1496         | 801     | gorlicki                    |
| 47  | Dragaszów                               | 706          | 48      | gorlicki                    |
| 48  | Małastów                                | 1148         | 405     | gorlicki                    |

Objaśnienie:
(M) = miasto; (m) = miasteczko